# دهستان کاکاوند غربی
کاکاوند غربی، دهستانی است از توابع بخش کاکاوند شهرستان دلفان در استان لرستان و به زبان لکی تکلم میکنند مذهب ایشان جعفری است. در مناطق حاشیه گاماسیاب به طریقت یارسان هستند.

## جمعیت
براساس سرشماری سال ۱۳۸۵ جمعیت آن ۵٬۸۳۱ نفر (۱٬۰۴۱ خانوار) بوده‌است.

## روستاها
- باغ کره
- بن جوفیضی
- پاروزن
- ترک آویز
- تودار
- چم انجیر
- چم قلاته
- چشمه خانی
- کنک سرخ داراب پیر
- درکه نورمراد
- زیچ
- سرمه
- سیل خانعلی
- گرهیمگه
- گورماوالی
- مله عظیم خان
- چنارهیل
- اسداباد
- بوربور سفلی
- بوربور علیا
- بوربور وسطی
- جاروسان
- چراغ ابادچم نوس
- چشمه کوزان علیا / کوزان علیا
- چشمه کوزان سفلی / کوزان سفلی
- دانه میسی
- دره خدامراد
- شرف آباد بالا
- شرف آباد پایین
- شورزه
- گامر
- سه گر
- سرچال
- باولین / امامزادگان احمد و محمود
- گلدره
- ایرانشاه
- خاکی برانازار
- قلعه گنجوان
- بشته وار
- چیا ملکه
- خاکی سفلی
- خاکی علیا
- خاکی وسطی
- ده گرزه
- زیرکمره
- سردشت
- سرکمره
- طارم
- کره گه بالا
- کنوله پایین
- گویژه بالا
- گویژه پائین
- مامو
- مجشتی
- میشه کشه
- سیالیا
- خاکی پیزول مالگه / خاکی شکرآباد
- سرگویژه
- کره گه پایین